# Synhoria
Synhoria es un género de coleóptero de la familia Meloidae.

## Especies
Las especies de este género son:
- Synhoria anguliceps Fairmaire, 1885
- Synhoria betsimisaraka Paulian, 1956
- Synhoria cephalotes (Olivier, 1793)
- Synhoria crouzeti Fairmaire, 1894
- Synhoria fischeri Kolbe, 1897
- Synhoria hottentota Péringuey, 1888
- Synhoria macrognatha Fairmaire, 1887
- Synhoria maxillosa (Fabricius, 1801)
- Synhoria rhodesiana Péringuey, 1909
- Synhoria senegalensis Laporte, 1840
- Synhoria testacea Fabricius, 1781